# Xã Owen, Quận Lincoln, Arkansas
Xã Owen (tiếng Anh: Owen Township) là một xã thuộc quận Lincoln, tiểu bang Arkansas, Hoa Kỳ. Năm 2010, dân số của xã này là 1.204 người.